# 1865 au théâtre
| Années du théâtre : 1862 - 1863 - 1864 - 1865 - 1866 - 1867 - 1868    |
| Décennies du théâtre : 1830 - 1840 - 1850 - 1860 - 1870 - 1880 - 1890 |

## Pièces de théâtre représentées
- 21 janvier : Les Vieux Garçons de Sardou au Théâtre du Gymnase, avec Lafont, Berton et Lesueur.
- 1er décembre : La Bergère de la rue Monthabor d'Eugène Labiche, au Théâtre du Palais-Royal

## Naissances
- Date précise inconnue ou non renseignée :
  - Sakina Akhundzadeh, dramaturge azerbaïdjanaise, morte en 1927.

## Décès
- 16 mars : Louis-Eugène Sevaistre, auteur dramatique français, né le 11 mars 1787.
- 16 novembre : Philippe Dumanoir, auteur dramatique et librettiste français, né le 25 juillet 1806.